# Columbina cyanopis
Columbina cyanopis е вид птица от семейство Гълъбови (Columbidae). Видът е критично застрашен от изчезване.

## Разпространение
Разпространен е в Бразилия.